# Paryż-Roubaix 2014
112. edycja wyścigu kolarskiego Paryż-Roubaix odbyła się w dniu 13 kwietnia 2014 roku i liczyła 257 km. Start wyścigu odbył się w Compiègne pod Paryżem, a finisz w Roubaix. Wyścig figuruje w rankingu światowym UCI World Tour 2014.

## Uczestnicy
Na starcie tego klasycznego wyścigu stanęło 25 zawodowych ekip, osiemnaście drużyn jeżdżących w UCI World Tour 2014 i siedem profesjonalnych zespołów zaproszonych przez organizatorów z tzw. "dziką kartą".
Lista drużyn uczestniczących w wyścigu:
| Numery  | Kod | Drużyna                 |
| ------- | --- | ----------------------- |
| 1-8     | TRE | Trek Factory Racing     |
| 11-18   | BEL | Belkin                  |
| 21-28   | OPQ | Omega Pharma-Quick Step |
| 31-38   | BMC | BMC Racing Team         |
| 41-48   | OGE | Orica-GreenEDGE         |
| 51-58   | SKY | Team Sky                |
| 61-68   | KAT | Team Katusha            |
| 71-78   | ALM | Ag2r-La Mondiale        |
| 81-88   | GRS | Garmin-Sharp            |
| 91-98   | FDJ | FDJ.fr                  |
| 101-108 | CAN | Cannondale              |
| 111-118 | LAM | Lampre-Merida           |
| 121-128 | GIA | Giant-Shimano           |

| Numery  | Kod | Drużyna             |
| ------- | --- | ------------------- |
| 131-138 | LTB | Lotto-Belisol       |
| 141-148 | EUC | Team Europcar       |
| 151-158 | IAM | IAM Cycling         |
| 161-168 | MOV | Movistar Team       |
| 171-178 | AST | Pro Team Astana     |
| 181-188 | TTS | Team Tinkoff-Saxo   |
| 191-198 | BSE | Bretagne-Séché      |
| 201-208 | WGG | Wanty-Groupe Gobert |
| 211-218 | COF | Cofidis             |
| 221-228 | TSV | Topsport Vlaanderen |
| 231-238 | TNE | Team NetApp-Endura  |
| 241-248 | UHC | Unitedhealthcare    |

## Klasyfikacja generalna
| M-ce | Imię i nazwisko     | Kraj            | Drużyna                 | Czas       |
| ---- | ------------------- | --------------- | ----------------------- | ---------- |
| 1.   | Niki Terpstra       | Holandia        | Omega Pharma-Quick Step | 6h 09' 01" |
| 2.   | John Degenkolb      | Niemcy          | Giant-Shimano           | + 20"      |
| 3.   | Fabian Cancellara   | Szwajcaria      | Trek Factory Racing     | + 20"      |
| 4.   | Sep Vanmarcke       | Belgia          | Belkin                  | + 20"      |
| 5.   | Zdeněk Štybar       | Czechy          | Omega Pharma-Quick Step | + 20"      |
| 6.   | Peter Sagan         | Słowacja        | Cannondale              | + 20"      |
| 7.   | Geraint Thomas      | Wielka Brytania | Team Sky                | + 20"      |
| 8.   | Sebastian Langeveld | Holandia        | Garmin-Sharp            | + 20"      |
| 9.   | Bradley Wiggins     | Wielka Brytania | Team Sky                | + 20"      |
| 10.  | Tom Boonen          | Belgia          | Omega Pharma-Quick Step | + 20"      |